# Унтерегген
Унтерегген (нім. Untereggen) — громада  в Швейцарії в кантоні Санкт-Галлен, виборчий округ Роршах.

## Географія
Громада розташована на відстані близько 165 км на схід від Берна, 8 км на північний схід від Санкт-Галлена.
Унтерегген має площу 7,1 км², з яких на 6,4% дозволяється будівництво (житлове та будівництво доріг), 49,2% використовуються в сільськогосподарських цілях, 42,3% зайнято лісами, 2,1% не є продуктивними (річки, льодовики або гори).

## Демографія
2019 року в громаді мешкало 1046 осіб (+4,4% порівняно з 2010 роком), іноземців було 8,3%. Густота населення становила 146 осіб/км².
За віковим діапазоном населення розподілялося таким чином: 23,4% — особи молодші 20 років, 61,5% — особи у віці 20—64 років, 15,1% — особи у віці 65 років та старші. Було 398 помешкань (у середньому 2,6 особи в помешканні).
Із загальної кількості 286 працюючих 58 було зайнятих в первинному секторі, 86 — в обробній промисловості, 142 — в галузі послуг.